# Baptiste Planckaert
Baptiste Planckaert (Courtrai, Flandes, 28 de septiembre de 1988) es un ciclista belga, miembro del equipo Van Rysel-Roubaix.
Sus hermanos Edward y Emiel son también ciclistas profesionales.

## Palmarés
2009
- 1 etapa del Triptyque des Monts et Châteaux

2015
- Kattekoers

2016
- Tour de Normandía, más 1 etapa
- Tour de Finisterre
- Polynormande[2]
- 1 etapa del Tour de la República Checa
- UCI Europe Tour

2019
- Vuelta a Colonia

## Resultados en Grandes Vueltas
| Carrera | Carrera         | 2010 | 2011 | 2012 | 2013 | 2014 | 2015 | 2016 | 2017 | 2018  | 2019 | 2020 | 2021 | 2022 | 2023 | 2024 |
| ------- | --------------- | ---- | ---- | ---- | ---- | ---- | ---- | ---- | ---- | ----- | ---- | ---- | ---- | ---- | ---- | ---- |
|         | Giro de Italia  | —    | —    | —    | —    | —    | —    | —    | —    | 116.º | —    | —    | —    | —    | —    | —    |
|         | Tour de Francia | —    | —    | —    | —    | —    | —    | —    | —    | —     | —    | —    | —    | —    | —    | —    |
|         | Vuelta a España | —    | —    | —    | —    | —    | —    | —    | —    | —     | —    | —    | —    | —    | —    | —    |

—: no participa

Ab.: abandono